# Henry Brahmer
Henry Teodor Brahmer, född 25 juni 1884 i Brasilien, död 30 januari 1960 i Söderby-Karls församling, var en svensk kemiingenjör och godsägare.
Brahmer avlade 1907 kemiingenjörexamen vid KTH, var ingenjör vid Örebro pappersbruks AB:s sulfatcellulosafabrik 1907-1908, vid Stora Kopparbergs Bergslags AB:s cellullosafabrik i Harnäs 1908-1914 och var 1914–1920 överingenjör vid Nensjö Cellulosa AB:s sulfatcelluloidfabrik i Sprängsviken. Han deltog som sakkunnig i offentliga utredningar rörande kemiskt-industriella frågor och innehade flera förtroendeuppdrag inom Svenska Teknologföreningen 1925–1945.
Han invaldes 1932 som ledamot av Ingenjörsvetenskapsakademien och blev hedersledamot av densamma 1949.